# Emmaste
Koordinaten: 58° 42′ N, 22° 35′ O
Emmaste (estnisch Emmaste küla) ist ein Dorf in der Landgemeinde Hiiumaa. Bis 2017 war es der Hauptort einer gleichnamigen Landgemeinde, die dann mit drei anderen Landgemeinden zur neuen Landgemeinde Hiiumaa fusionierte. Emmaste liegt im Süden der zweitgrößten estnischen Insel Hiiumaa (deutsch Dagö).

## Beschreibung und Geschichte
Emmaste (deutsch Emmast) hat heute 217 Einwohner (Stand 31. Dezember 2011). In Emmaste befinden sich heute eine Post, eine Bücherei und eine Grundschule. Einer der berühmtesten Schüler war der estnische Zoologe und Umweltaktivist Fred Jüssi (1935–2024).

## Kirche von Emmaste

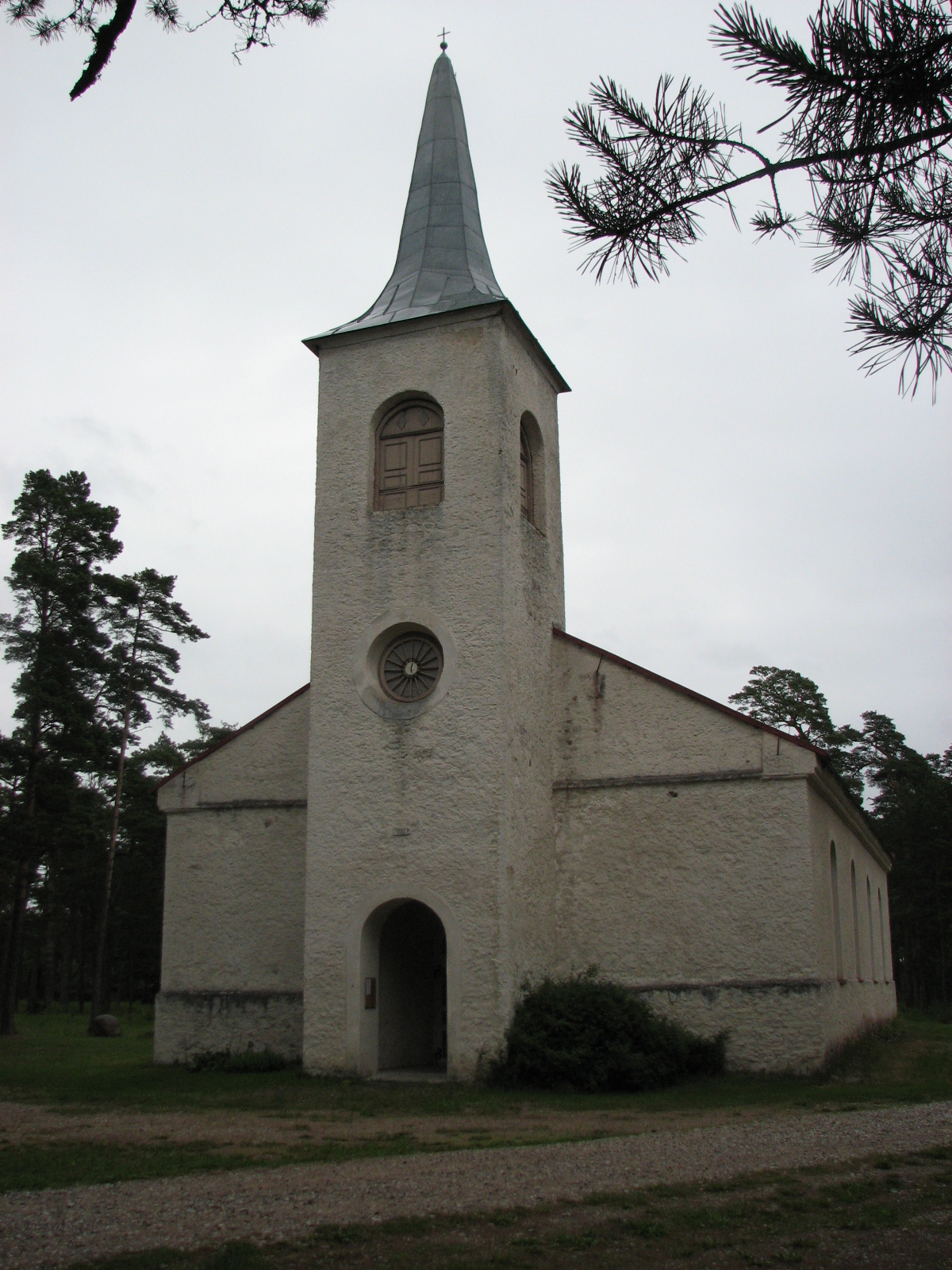
Kirche von Emmaste

1866 wurde das Kirchspiel Emmaste gegründet. Die evangelisch-lutherische Immanuel-Kirche von Emmaste wurde im September 1867 geweiht. Erster Pastor war Ferdinand Justius Luther (1838–1910).
Die Eigentümerin des Gutes von Emmaste, Maria Brevern De la Gardie, hatte für den Bau ein Grundstück zur Verfügung gestellt. Zuvor hatte die Gemeinde die wahrscheinlich aus dem 17. Jahrhundert stammende Holzkapelle von Sõru (Serro) für Gottesdienste genutzt, die Mitte des 19. Jahrhunderts baufällig geworden war.
Charakteristisch für den zurückhaltenden Bau ist der niedrige Turm. Das Langhaus erweckt trotz der Säulenreihen, die das Dach stützen, den Eindruck einer Saalkirche.
Das Altargemälde „Die Auferstehung Christi“ aus dem Jahr 1900 ist ein Werk des estnischen Malers Tõnis Grenzstein (1863–1916).

## Gut Emmaste
Das Gut von Emmaste wurde 1796 vom Gut Suuremõisa (Großenhof) abgetrennt. Es entstand an der Stelle eines verfallenen Dorfes als Hoflage und wurde 1826 zum Rittergut. Mit der estnischen Landreform wurde das Gut 1919 enteignet. Seitdem ist im Herrenhaus eine Schule untergebracht.
Das eingeschossige Herrenhaus ist schlicht gehalten. 1960 wurde es um ein Obergeschoss ergänzt. 1997 wurde eine Aula angefügt. Bei dem Gebäude erstreckt sich ein 2,5 Hektar großer Park.